# Youtubare
En youtubare (på engelska: youtuber) är en person som publicerar videomaterial på webbplatsen Youtube. Uttrycket används ibland även om videobloggare som publicerar bild- och filmmaterial i andra kanaler.

## Historia
Johan Åkesson använde i Dagens Nyheter i december 2007 ordet youtubare om hur han kände sig "...hotad av dessa morgondagens smygfilmande paparazzi", och 2017 lanserades ordet youtubare som nyord av institutet för språk och folkminnen. Från början användes uttrycket även när man talade om den publik som konsumerade videoklippen som publicerades på Youtube. Idag används uttrycket mer när man talar om kreatörerna bakom Youtubekanalerna än deras publik. 

## Youtubare som fenomen
2015 uppmätte man att det fanns 17 000 Youtube-kanaler som hade över 100 000 följare, och nästan 1 500 med över 1 miljoner följare. De största youtubarna är inte bara välkända ansikten för plattformens användare, för många ungdomar är de genuina förebilder.
Till skillnad från de traditionella kändisarna som musikartister och skådespelare är många av de stora youtubarna mycket ärliga och personliga i både åsiktstagande och att dela med sig av sitt personliga liv. Somliga baserar helt och hållet sitt innehåll på vad som pågår i deras personliga liv, i form av vloggar där tittarna får följa med youtubaren i dennes vardag eller på äventyr som event och händelser som skiljer sig utöver det vanliga. De är helt vanliga människor som vi kan relatera till. Det här är en stor anledning till att de stora youtubarna har fått mer inflytande på dagens ungdomar än de traditionella kändisarna som följer strikta strategier gjorda av professionella PR-människor om hur bilden av dem bör framställas. Den engelska termen influencers (försvenskat som influerare) har blivit ett samlingsbegrepp för youtubare som via sociala medier har ett stort inflytande tack vare att de når de viktiga målgruppen av yngre konsumenter.
2014-2018 delade nätverket Splay ut priset Guldtuben till framstående youtubare.